# Arcadi
|  | Per a altres significats, vegeu «Arcadi (desambiguació)». |

Flavi Arcadi (llatí: Flavius Arcadius; 377 – 1 de maig del 408) fou el primer emperador romà d'Orient entre el 395 i el 408. Originari d'Hispània, era fill de l'emperador Teodosi I el Gran i la seva muller, Èlia Flaccil·la, així com germà d'Honori, emperador romà d'Occident entre el 395 i el 423. El 383, quan tenia sis anys, li fou concedida la dignitat d'august. Fou nomenat cònsol el 385, el 392 i el 394. Malgrat que fou instruït per mestres de gran renom, com ara el retòric Temisti i el diaca Arseni, la seva manca de caràcter en feu un príncep feble i dominat per la influència dels seus cortesans.

## Orígens
Era el fill gran de Teodosi I i d'Èlia Flacil·la. Arcadi va néixer a Hispània l'any 377 o 378, durant la temporada que el seu pare estava retirat de l'exèrcit i encara no havia estat nomenat emperador. El 379 el pare fou nomenat governant de la part oriental de l'Imperi Romà i van anar a viure a Constantinoble. El gener del 383 el pare el va declarar august, això implicava que el nomenava successor en el seu càrrec. La mare va morir el 386. Durant les diverses vegades que Teodosi va haver de viatjar per assumptes d'Estat, deixava el seu fill a càrrec d'un conseller anomenat Rufí. Quan el 392 Teodosi va ser nomenat governant i emperador de l'altra meitat va fer el mateix amb el seu altre fill Honori, nomenant-lo august d'Occident i posant com a conseller un general que es deia Estilicó. Rufí esperava consolidar la seva influència amb l'emperador casant la seva filla amb ell, però un funcionari de palau (Eutropi) li va presentar la bella Èlia Eudòxia, filla d'un general franc, i ell la va triar com a esposa. Arcadi començà a regnar en solitari quan, tres mesos després de celebrar-se aquest matrimoni, morí el seu pare, el 395.

## Atac dels huns
El buit de poder causat per la mort de Teodosi I, així com el fet que moltes tropes orientals es trobessin en aquell moment desplaçades a l'Imperi d'Occident, fou aprofitat pels huns per atacar l'Imperi d'Orient. Aquests penetraren pel Caucas i pel Danubi, on foragitaren els visigots, poble que s'havia establert com a federat a la província de Mèsia Inferior; els visigots, guiats pel seu rei Alaric I, es desplaçaren a les províncies adjacents, que començaren a ser saquejades.
En aquell moment cada part de l'imperi estava governada per un home amb gran influència sobre l'emperador: a l'Occident, Honori d'onze anys, es trobava sota el domini d'Estilicó, mentre que Arcadi, de divuit anys, era dominat per Rufí. Estilicó anà a Grècia per intentar frenar els visigots, per la qual cosa actualment alguns l'acusen d'haver volgut controlar també l'Imperi d'Orient; Arcadi, estimulat per Rufí, demanà a Estilicó que es retirés de les seves terres. Per tal de desfer-se del seu adversari, Estilicó manà a mercenaris gots l'assassinat de Rufí (395), tot i que la veracitat d'aquest fet encara és discutida.
Com que Arcadi se sentia incapaç de governar sense un conseller, a la mort de Rufí va escollir Eutropi, un llibert eunuc que havia estat tutor d'Arcadi, i en el que també confiava la seva esposa Èlia Eudòxia. Estilicó es retirà de l'Imperi d'Orient i els visigots començaren a saquejar les ciutats gregues.

## L'atac dels visigots
El 397 Estilicó organitzà una nova expedició per expulsar els visigots del Peloponès. Eutropi, tement que aquest el desplacés del poder, instigà Arcadi perquè demanés al general occidental que es retirés. Mentrestant, Alaric, el rei dels visigots, es desplaçà a l'Epir. Per tal d'apaivagar Alaric, Arcadi li atorgà el govern d'Il·líria, legalitzant d'aquesta manera la presència dels visigots dins l'imperi. Aquests marxaren el 401 cap a Itàlia, possiblement instigats pel govern de Constantinoble, que així se'ls treia de sobre.
D'altra banda, els huns realitzaren incursions a l'imperi des del 395. Eutropi s'hi enfrontà amb èxit, i això el portà a consolidar la seva posició al capdavant del govern, guanyant prestigi i autoritat. El 399 s'autoproclamà cònsol, dignitat de la qual no havia gaudit fins llavors cap eunuc. Gainas, el militar que havia assassinat Rufí, es va sentir poc recompensat pel seu servei i es va unir als visigots. Després es va presentar a Constantinoble on va governar durant set mesos. Aquests fets provocaren una rebel·lió de les tropes enviades a sufocar una revolta a Frígia. Eudòxia va convèncer l'emperador perquè destituís l'eunuc del seu càrrec. Comença així el període d'influència de l'emperadriu Eudòxia.

## Influència d'Eudòxia
Des del 399 l'emperadriu exercí el govern a través d'un cercle de persones lligades a ella, com el prefecte del pretori d'Orient Aurelià, el comes Joan o el general Fravitta, d'origen got. Es rumorejava que el comte Joan era amant de l'emperadriu i l'autèntic pare del fill que ella va tenir (Teodosi II). L'any 400 sembla que Eudòxia va instigar els aldarulls que van fer fora a Gainas. L'episodi per fer fora a Gainas va comportar una massacre de gots que va ser descrita amb detall per l'historiador Sinesi de Cirene en una obra titulada Dio, sive de suo ipsius Instituto. Al setè turó de Constantinoble (el Xeròlof) es va erigir una columna per commemorar la victòria sobre Gainas, però aquest monument no va estar acabat fins al regnat de Teodosi II.
El 402 Arcadi va nomenar el sassànida Isdigerdes I protector del seu fill Teodosi.
A partir del 403 Eudòxia va rebre l'oposició constant de Joan Crisòstom, patriarca de Constantinoble, qui pensava que l'emperadriu havia utilitzat la riquesa de la seva família per guanyar control sobre l'emperador. Eudòxia, amb l'ajut del patriarca d'Alexandria, aconseguí exiliar Crisòstom el 404, després d'haver provocat una revolta popular. Aquell mateix any morí l'emperadriu.

## Darrers anys
Un cop morta la seva esposa, Arcadi fou dominat durant la resta del seu regnat per Antemi, el prefecte del pretori d'Orient, que va fer les paus amb Estilicó. L'emperador es preocupava més per semblar un cristià pietós que per ocupar-se dels afers polítics o militars. Morí, havent ostentat només nominalment el control del seu imperi, el 408. Fou succeït pel seu fill de set anys, Teodosi II el Jove.